# Кучка (село)
Кучка (мар. Кучко) — село в Оршанском районе Республики Марий Эл. Входит в состав Марковского сельского поселения.

## География
Находится в северной части республики Марий Эл на расстоянии приблизительно 6 км по прямой на восток-северо-восток от районного центра посёлка Оршанка.

## История
По легенде, село было образовано как заимка Шевнино братьями Шевниными, прибывшими сюда из Санчурской волости. С постройкой здесь Крестовоздвиженской церкви (1851 год) населённый пункт стал называться село Троицкое (Троицко-Кучкинское). В 1859 году здесь в 21 дворе проживали 270 человек. В 1884—1899 годах была построена ныне действующая каменная Сретенская церковь. В 1926 году в селе произошёл сильный пожар, из 260 дворов 150 сгорели. В 1931 году в селе Кучка проживали 142 человека, русские. В 2004 году числилось 32 двора. В советское время работали колхозы «Новая жизнь», имени Горького, имени Кирова, позднее КДСХП имени Кирова и ОАО «Тепличное».

## Население
Население составляло 107 человек (русские 68 %, мари 31 %) в 2002 году, 94 в 2010.